# 이구아수 국립공원
이구아수 국립공원(포르투갈어: Parque Nacional do Iguaçu)은 브라질 파라나주의 국립공원이다. 멸종 위기의 희귀종들을 포함한 야생동물, 특히 조류로 유명하기도 한데, 한 장소에 5종류의 삼림과 생태계를 지닌 세계에서 희귀한 지역이다. 1986년에 유네스코로부터 브라질의 세계자연유산으로 지정되었다.

## 같이 보기
- 이과수 국립공원 (아르헨티나의 국립공원)
- 이구아수 폭포